# Carlo Ansermino
Carlo Ansermino (Alessandria, 4 febbraio 1902 – ...) è stato un calciatore italiano, di ruolo attaccante.

## Carriera
Con la Juventus disputa 4 gare con 2 gol nel campionato di Prima Divisione 1922-1923.
Nella successiva stagione milita nell'Alessandria, con la cui maglia disputa 3 partite in Prima Divisione.